# Aventura conversacional

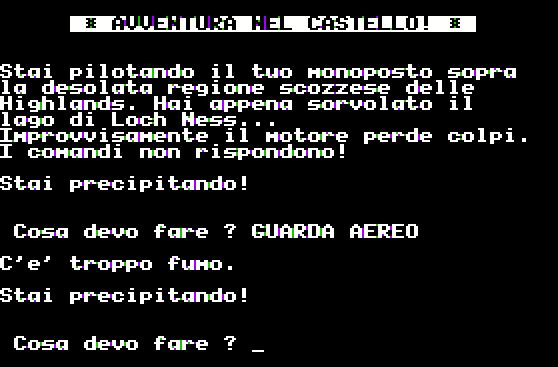
Imatge d′Avventura nel castello, un clàssic d'Enrico Colombini i Chiara Tovena

Una aventura conversacional és un joc d'aventura en el qual la descripció de la situació en la qual es troba el jugador prové principalment d'un text. Al mateix temps, el jugador ha de teclejar l'acció a realitzar. El joc interpreta l'entrada -normalment- en llenguatge natural, la qual cosa provoca una nova situació i així successivament. De vegades existeixen gràfics en aquests jocs, que no obstant això són tan sols situacionals o que oferixen ajuda complementària en alguns casos. El gènere de les aventures gràfiques va sorgir com evolució de les videoaventures i les aventures conversacionals, deixant aquestes últimes 'passades de moda' a Occident, encara que segueixen estant molt presents al Japó.

## Història de les aventures a l'Estat espanyol

### Antecedents i inicis (1984-1988)

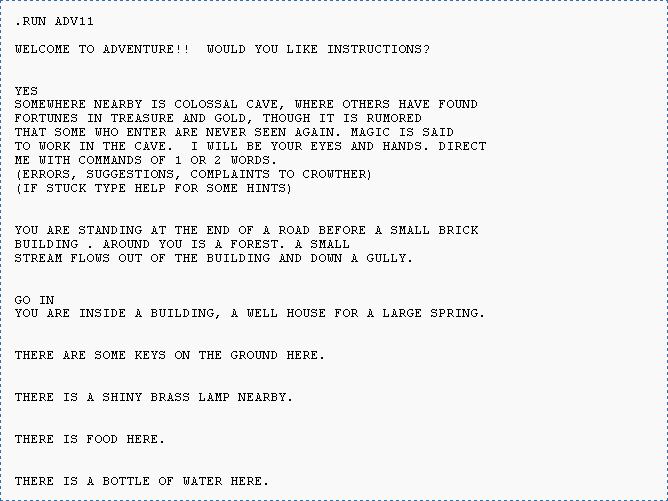
Sortida de tipus telecromàtic de la versió original de Will Crowther de Colossal Cave Adventure

Mentre que a Anglaterra i Estats Units el fenomen començaria a estendre's a la fi dels anys 1970 i principis dels 80, a Espanya hem d'esperar fins a 1984 per a veure les primeres aventures. Una companyia nounada que poc després es convertiria en la més important d'Espanya, Dinamic, es va estrenar amb Artist, un assistent de dibuix i Yenght, la primera aventura conversacional espanyola, programada en BASIC compilat i ensamblador, amb descripcions curtes i diverses fallades de joc, tenia a més diverses morts sobtades. Així i tot, va aconseguir enlluernar a diversos aventurers, que van gaudir molt amb ella. Uns altres pensen que la veritable influència van ser les còpies aconseguides del mític "Hobbit", referit per molts creadors, el que faria pensar que Yenght no va ser més que un obstacle per al seu desenvolupament, ja que fins a 1986 no apareixeria altra aventura, amb l'excepció de "Alicia en el País de les Meravelles", distribuïda per una revista (la mítica MicroHobby) en 1985. Aquests serien dos dels grans suports al gènere en els seus inicis: la companyia de programari Dinamic i l'editora de revesteixis Hobby Press a través de les seves revistes MicroHobby i MicroManía. Dinamic crearia un segell específic (el segell AD, de "Aventures Dinamic") per a la seva línia de jocs conversacionals entre els quals havia jocs creats per petites companyies independents i els creats per Aventures AD, un grup de creadors de València que aviat destacaria de la resta. Entre els jocs del primer grup havia varietat d'arguments i estils, des d'adaptacions clàssiques com El Quixot de la Manxa a literaris "Els ocells de Bangkok" amb el detectiu Pepe Carvalho de l'escriptor Manuel Vázquez Montalbán, paròdies de Star Wars com "La Guerra de les Vaixelles" o jocs ambientats en el futur com "Megacorp". L'altra empresa forta de videojocs a Espanya, Topo Soft, curiosament no va treure un sol joc conversacional en tota la seva existència.

### Aventures AD i Primera Edat d'Or (1988-1992)
El veritable enlairament es va produir en 1988 amb la publicació de L'Aventura Original, el primer llançament d'Aventures AD, que era una adaptació lliure de "Adventure" que combinava puzles del joc original amb alguns retocs. El joc va ser un èxit de vendes i la seva distribució massiva va assolir un considerable augment d'afeccionats. L'altre artífex de la popularització de les aventures va ser la disponibilitat del parser PAWS. Quill podia aconseguir-se solament en anglès, però Tim Gilberts va ser contractat per Aventures AD i junts van treure la versió traduïda de PAWS, que venien als afeccionats perquè es construïssin els seus propis jocs. Això va ocasionar un increment important del nombre d'aquests, sent els anys 1988 i 1989 els més populars, a causa de la convocatòria d'un concurs nacional per part de la revista més popular de Spectrum, MicroHobby, que incloïa dues seccions fixes en cada nombre per a tractar qüestions sobre la creació d'aquests jocs, elaborades per Andrés Samudio, el precursor de AD. Aventures AD va anar en certa manera el Infocom espanyol. Entre 1988 i 1992 Aventures AD trauria sis jocs a la venda, tot un èxit de vendes fins al declivi dels 8 bits ja en 1992: * L'Aventura Original (1988). Adaptació lliure de "Adventure" de Crowther i Woods. Presentava gràfics en gairebé totes les localitats i canviava pel que fa a l'original a l'iniciar-se el joc en l'exterior de la cova, havent d'obrir una reixa per a donar pas a la segona càrrega, que es desenvolupa per complet en el subterrani. En comptes de començar amb elements quotidians i anar introduint a poc a poc elements sobrenaturals, en aquesta versió ja existien en la primera part un elf i un nan, prop del volcà. * Jabato (1989). Basat en un personatge de còmic, s'ambientava en plena expansió de l'Imperi Romà. La seva principal novetat era el maneig de diversos personatges simultanis, que recorrien gran part d'Europa i Àfrica. * Cozumel (1990). El primer títol de la seva trilogia "Ci-o-Than" ambientat en el Carib en la primera meitat de segle. Per a molts va ser el seu millor joc. L'explorador Doc Monro naufraga en la costa de l'illa de Cozumel, on viurà grans aventures. * L'Aventura Espacial (1990). Va suposar un parèntesi en la realització de la trilogia de "Ci-o-Than". Estava ambientat en el futur, tenia cert toc experimental. També manejaves diversos personatges. * Els Temples Sagrats (1991). Segona part de la trilogia "Ci-o-Than". Un joc de transició ple de puzles, també ambientat en la selva caribeña. * Chichén Itzá (1992). Tercera part de la seva trilogia, per a molts el joc més complet, amb gran nombre de NPC i recerques. Va arribar en un moment difícil per a la companyia i sobretot para Dinamic, a causa de la crisi dels ordinadors de 8 bits i la irrupció de les aventures gràfiques. Tots els jocs d'Aventures AD tenien unes característiques semblants. Constaven de dues càrregues, al principi de la segona era necessari introduir la contrasenya que aconseguies a l'acabar la primera. Els gràfics estaven presents en gairebé totes les localitats. Van Ser programats amb un parser cridat DAAD, que permetia exportar els jocs a les plataformes de 8 i 16 bits del moment. Els jocs de 16 bits a vegades eren més llargs i tenien alguns puzles més complexos. Durant un temps es va especular amb la possibilitat que Aventures AD es reciclés en el llançament d'aventures gràfiques, però no es va donar finalment aquest pas. L'activitat a partir d'aquell moment se centraria en els clubs amateurs, que ja havien nascut i tenien bastant activitat. En els jocs distribuïts per AD es distribuïa un anunci que promocionava el club amateur, el que sens dubte va ajudar el seu enlairament. Els dos més importants van ser el CAAD, fundat a València en 1988 pel llavors actiu Juanjo Muñoz, i el Year Zero Club, fundat en Vigo en 1991 i el cap del qual més visible va ser Fran Morell, que van reunir prop d'un miler de socis i van publicar interessants articles en les seves pàgines. Els fanzines també oferien publicitat i llistes d'aventures que es podien comprar a baix preu, d'altres grups d'afeccionats. La producció de jocs entre 1986 i 1992, primera època daurada de les conversacionals va poder arribar als 300 títols, a causa de la creació de jocs amateurs. A partir de 1992 l'activitat dels afeccionats va decaure considerablement, deixant de publicar-se fanzines en paper poc després.

### Internet i Segona Edat d'Or (1997-)
Alguns anys més tard, l'arribada d'Internet crearia una segona època daurada, en la qual els afeccionats poden participar en les aventures a través de llistes de correu, diverses pàgines webs amb la del CAAD com referència i un canal de IRC. La pàgina del CAAD es va crear en 1997, amb pocs recursos en principi i una labor de rescat d'informació apareguda en els fanzines en paper i els jocs antics passats a format emulador. Es va intentar promocionar un newsgroup a semblança dels fòrums anglesos, però aviat es va envair de spams i preguntes sobre aventures gràfiques, pel que el format que al final es va imposar a ser el de la llista de correu, actualment en Yahoogroups. En 1997 els dos clubs existents organitzen un concurs d'aventures al que es presenten menys d'una desena d'aventures a cadascun. En 1998 el CAAD repeteix convocatòria i assoleix la participació de 9 jocs, encara que el gènere seguia en crisi i no es votaria el guanyador fins a 3 anys més tard. A la fi de 1999 s'organitza el primer concurs d'aventures curtes, que suposa l'enlairament d'aquesta segona època daurada. La convocatòria va tenir molt èxit i al març de 2000 se celebra una segona edició. L'organització successiva de diversos d'aquests concursos (en el primer es va establir un sever límit d'una localitat i tres objectes, que després s'ampliaria) faria ressorgir l'interès dels afeccionats, que amb el suport del canal IRC i la llista de correu van tornar a interessar-se pel gènere. Alguns d'aquests concursos van establir algunes variants: jocs còmics, jocs de temàtica original i estranya batejats com "nanos", jocs ambientats en Tolkien… Des de 1999 fins a 2002 s'han organitzat vuit d'aquests concursos, que han elevat la producció anual a uns 50 jocs aproximadament. Des de l'any 2001 també se celebren una edició de premis anuals, els Premis Hispans Arxivat 2007-01-27 a Wayback Machine., per a premiar el conjunt de la producció.

#### Sistemes d'Autoria
A més de crear aventures conversacionals, la comunitat hispana ha creat sistemes d'autoria o parsers propis per al desenvolupament d'aventures conversacionals. Cap a medidados de 1992 es publica el primer parser espanyol per a PC: SINTAC basat en PAWS i creat per Javier San José ("JSJ"). Distribuït inicialment amb llicència shareware, i posteriorment amb llicència freeware, va tenir una bona base d'usuaris fins a l'abandó del projecte en el 2000. Poc després, sobre finals de 1992, el segon sistema d'autoria en espanyol per a PC, CAECHO? va ser completat per Juan Antonio Paz Salgado (Mel Hython) i diversos col·laboradors. CAECHO va representar un profund distanciament del deixant del PAWS, ja que contenia un llenguatge estructurat complet molt diferent a la 'llista de condicions' del PAWS. CAECHO? va ser publicat simultàniament per a PC i AMIGA. En aquesta mateixa època van sorgir molts altres sistemes d'autoria, tant per al món PC com per a altres plataformes comunes en aquells temps, molts van ser més o menys similars a PAWS, sent especialment destacable NMP. Altres paquets de desenvolupament van ser el Dissenyador d'Aventures Professional (DAP), creat per Javier Basilio (Jaba), que permetia crear la majoria de l'aventura mitjançant menús i comptava amb versions per a CPC i PC, i CUTRA, d'Alberto Salazar, compatible amb el primer i amb la característica de generar codi font PASCAL el qual al compilar-se produïa l'aventura en concret. A l'octubre de 1998 José Luis Diaz ("Zak McKraken") publica InformATE (Inform Ara Totalment en Espanyol) una llibreria del parser anglès Inform (basada en Inform v6.30) per a desenvolupar aventures conversacionals en espanyol. La llibreria, amb una saludable base de documentació, utilitats i jocs creats, ha tingut ampla acceptació en la comunitat hispana d'aventures conversacionals. L'anunci oficial de la publicació encara pot consultar-se en la llista del caad de YahooGroups. Posteriorment, al juny de 1999, el mateix autor de SINTAC publica la primera versió d'altre parser denominat Visual SINTAC. Aquest parser va aparèixer només per a entorns Windows i seria el primer parser espanyol en aquests entorns de disposar d'un complet IDE que pretenia facilitar el desenvolupament d'aventures conversacionals. Actualment el projecte està abandonat en favor de parsers més moderns i amb més base d'usuaris. En 2001 es va publicar Némesis, del mateix autor que DAP, consistent en un llenguatge especialitzat en aventures similar a BASIC i que compilava a ANSI C. Va comptar amb versions per a Windows, Linux i Solaris. El gener de 2005 Uto, Yokiyoki i Baltasar publiquen la Beta 4 de Superglús, un parser basat en PAWS i NMP que genera jocs per a Glulx, també àmpliament utilitzat per la comunitat. A fins de 2006, un grup de col·laboradors del CAAD llancen INFSP, una llibreria del parser anglès Inform per a desenvolupar aventures conversacionals en espanyol que, a diferència de InformATE, manté compatibilitat amb versions posteriors de Inform v6 i Inform v7.

#### Actualitat: CAAD, Fanzine SPAC i Fòrums
El juny de 2000 els responsables de CAAD reprenen la publicació del fanzine, aquesta vegada en format PDF per a distribuir-se per web. En total van ser set nombres molt complets, fins a desembre de 2000. Gairebé al mateix temps, a l'octubre de 2000 apareix altre ezine, de nom SPAC amb clara inspiració de l'equivalent anglès (SPAG) però de periodicitat mensual, arribant als nostres dies amb bastant salut gràcies a la col·laboració d'una comunitat cada vegada més activa. En 2004 gairebé al mateix temps que la remodelació de la web del CAAD es creen els fòrums Arxivat 2024-02-14 a Wayback Machine., que permeten classificar millor els temes tractats en CAAD i donen un nou aire i més agilitat a la comunitat, les llistes continuen actives però de bon tros menys volum de missatges que antany. En 2007 se suma una Wiki per a la comunitat hispanoparlant d'aventurers. Altra iniciativa interessant dels últims anys ha estat un projecte de recuperació de jocs clàssics, anomenat Projecte Base, que en poc temps ha aconseguit recuperar més de cent jocs clàssics de fa una dècada (para ordinador ZX Spectrum). Així mateix, el Magatzem de l'Aventura Arxivat 2006-04-27 a Wayback Machine. presenta una col·lecció creixent de jocs d'autoria més recent (any 2000 des d'ara) mitjançant instal·ladors per a Windows individuals. En l'actualitat, cada vegada són més les persones que s'interessen per aquest tipus de jocs.

## Transcripció
La transcripció és la següent:
```
La porta d'entrada s'obre en un ample arc al hall de la casa. Des del luxós hall, 
surten dos corredors, a l'est i a l'oest. Pots veure una tarjeta a la teva esquerra.
> agafa la tarjeta
Agafada.
> examina-la
La tarjeta es pot llegir: "Remington Steele"
> aquest
Has arribat a la biblioteca, on pots veure molts de llibres.
Un dels llibres, enquadernat luxosament, destaca més que els altres.
> agafa el llibre
Del llibre cau al terra una nota.
> agafa la nota
Agafada.
> inventari
Portes:
una nota, una tarjeta i un llibre.

```

## Treballs importants[calcitació]
- La Sombra de la Luna Negra Arxivat 2007-09-30 a Wayback Machine. de Depresiv.
- Misterio en el Último Hogar Arxivat 2007-12-08 a Wayback Machine. de Kano&Kambre.
- Ocaso mortal de dhan.
- Olvido Mortal d'Andrés Viedma.
- El Extraño Caso de Randolph Dwight Arxivat 2016-03-04 a Wayback Machine. del Clerge Urbatain.
- El Archipiélago[Enllaç no actiu] de Depresiv.
- El libro que se aburría Arxivat 2009-01-06 a Wayback Machine. de Jenesis.
- La Sentencia[Enllaç no actiu] de Zak.
- La Aventura Original Arxivat 2007-09-27 a Wayback Machine. d'Aventures AD.